# Tartolc
Tartolc (románul: Târșolț) falu Romániában, Szatmár megyében.

## Fekvése
Szatmár megye északnyugati részén, Bikszád-tól nyugatra található.

## Története
Tartolc neve 1430-ban tűnik fel először  az oklevelekben. Ekkor a szinéri uradalom-hoz tartozott, s annak sorsában osztozott egészen a 18. századig.
A 18. században a  Károlyi, Barkóczy, Teleki, Kornis grófi családok, a Vécsey, Wesselényi, Perényi bárói családok, valamint a Becsky, Luby, Rhédey, Nagy, Irinyi, Matay, Pap, Riskó, Geötz, Ottlik, Szeőke, Korda, Draskóczy, Sepsy, és Ráthonyi családoké volt.
A 19. század közepén az előbbiek mellett még a Kovács és Dobay családok tűntek föl benne.
A 20. század elején a báró Vécsey család a legnagyobb erdőbirtokos itt.
Az Avasban fekvő erdők övezte kis községnek a 20. század eleji adatok szerint 1677 lakosa volt.

## Nevezetességei
- Görögkatolikus temploma 1904-ben épült.